# Votations fédérales de 1971 en Suisse
Deux votations fédérales sont organisées les 7 février et 6 juin 1971 en Suisse.

## Mois de février
Le 7 février, un objet est soumis à la votation:
1. L'arrêté fédéral du 09.10.1970 sur l'institution du suffrage féminin en matière fédérale.

### Résultats
| Question                        | Pour    | Pour | Contre  | Contre | Blancs | Nuls  | Total   | Inscrits  | Partici- pation | Cantons pour | Cantons pour | Cantons contre | Cantons contre |
| Question                        | Votes   | %    | Votes   | %      | Blancs | Nuls  | Total   | Inscrits  | Partici- pation | Entiers      | Demi         | Entiers        | Demi           |
| ------------------------------- | ------- | ---- | ------- | ------ | ------ | ----- | ------- | --------- | --------------- | ------------ | ------------ | -------------- | -------------- |
| Institution du suffrage féminin | 621 109 | 65.7 | 323 882 | 34.3   | 8 600  | 1 730 | 955 321 | 1 654 708 | 57.72           | 14           | 3            | 5              | 3              |

Ici les résultats détaillés par canton:

## Mois de juin
Le 6 juin, deux objets sont soumis à la votation:
1. L'arrêté fédéral du 18.12.1970 insérant dans la constitution fédérale un article 24septies sur la protection de l'homme et son milieu naturel contre les atteintes nuisibles ou incommodantes.
2. L'arrêté fédéral du 11.03.1971 concernant la prorogation du régime financier de la Confédération

### Résultats
| Question                                    | Pour      | Pour | Contre  | Contre | Blancs | Nuls  | Total     | Inscrits  | Partici- pation | Cantons pour | Cantons pour | Cantons contre | Cantons contre |
| Question                                    | Votes     | %    | Votes   | %      | Blancs | Nuls  | Total     | Inscrits  | Partici- pation | Entiers      | Demi         | Entiers        | Demi           |
| ------------------------------------------- | --------- | ---- | ------- | ------ | ------ | ----- | --------- | --------- | --------------- | ------------ | ------------ | -------------- | -------------- |
| Protection de l'homme et son milieu naturel | 1 222 931 | 92.7 | 96 359  | 7.3    | 28 252 | 2 066 | 1 349 608 | 3 565 435 | 37.84           | 19           | 6            | 0              | 0              |
| Prorogation du régime financier             | 930 878   | 72.7 | 348 702 | 27.3   | 64 306 | 2 477 | 1 346 363 | 3 565 435 | 37.75           | 19           | 6            | 0              | 0              |